# Paravireia pistus
Paravireia pistus là một loài chân đều uit een nog nader bepalen familie năm de superfamilie Sphaeromatoidea. Loài này được Jansen miêu tả khoa học năm 1973.